# 轻型护卫舰
，台灣又稱為海防艦、巡邏艦，為海軍水面舰艇分類中排水量低於巡防艦級別但高於炮艇或導彈快艇等小艇、具備最低持久作戰能力的軍艦級別。

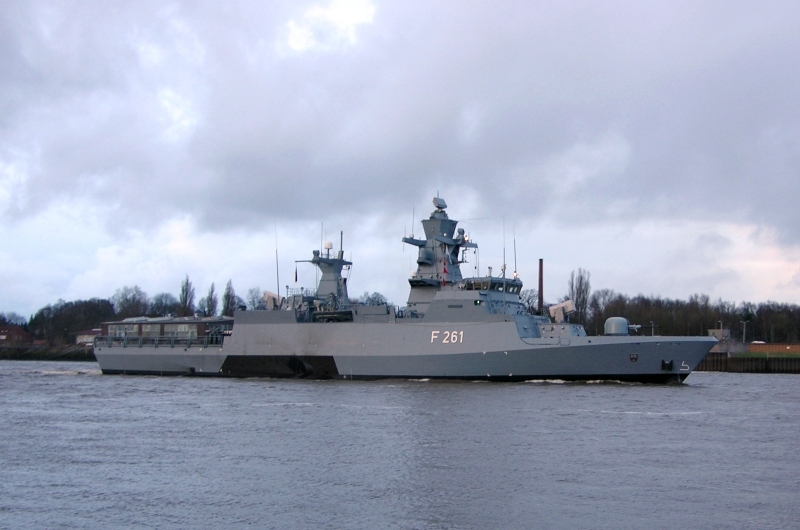
德國K-130布倫瑞克級輕型護衛艦

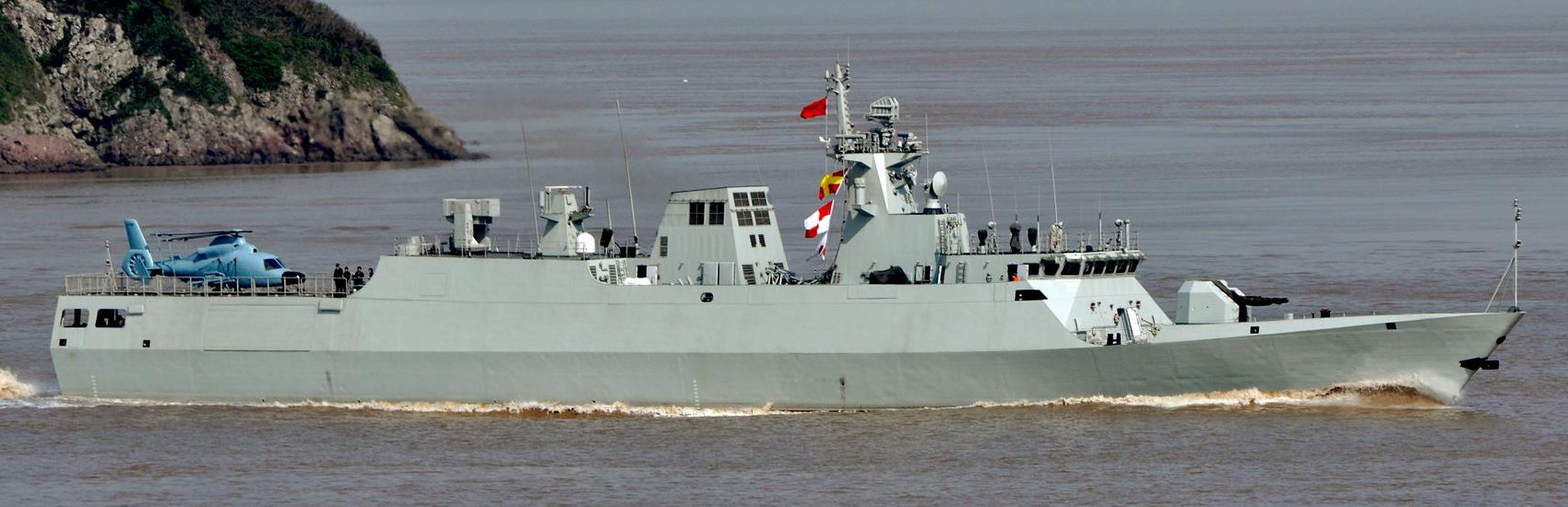
中國056型護衛艦

近代海軍中，小型護衛艦級別多數定義為具備500~2000噸排水量之間，以容納可配合艦隊聯合作戰所需的持續作戰物資。不過隨著各國海軍噸位的整體上升，和該級艦種在艦隊中所分配的任務需求增加，小型護衛艦的噸位分級定義也在隨之調整。當代的小型護衛艦的排水量至少要可搭載一台中小型直升機、中小口徑舰炮、地對地導彈、地對空導彈及反潛武器。

## 名称
中華民國參照《新編國軍簡明美華軍語辭典》2021年版的正式軍事譯名，將“Corvette”级别军舰稱為小型護衛艦或海防巡邏艦。不過中華民國海軍近來則將“Corvette”譯稱為「輕型巡防艦」。此外，海防艦、巡邏艦皆為此相同噸位等級，但不同任務功用稱呼的艦種。
中华人民共和国之中国人民解放軍海軍將所有位於驅逐艦以下、军艇以上的水面舰艇統一以“護衛艦”級別稱呼，再依據排水量吨位將其分為等同他國“frigate”級別的护卫舰和等同他国“corvette”級別的轻型护卫舰。
苏联海军的艦艇分級當中，亦将凡是噸位小於驅逐艦，大於炮艇的所有艦艇，一律都稱為“巡邏艦”（Сторожевые корабли），等同涵蓋了傳統上Frigate與Corvette所屬的高低配置艦級，這是與北约國家海軍不同的地方。
此外，由於歷史原因，日本海上自衛隊的所有大中型水面戰鬥軍艦都被稱為護衛艦（Goeikan），但與其他國家的護衛艦（Corvette）不是同一個概念。日本為了強調其擁有的軍事武力僅止於自我防衛用途，日本在戰後所成立的自衛隊，無論是使用的武器級等命名與人員階級，全都採用全新的命名方式。海上自衛隊將包含驅逐艦、直昇機航空母艦在內的多種水面艦艇全都稱呼為「護衛艦」，而不採用二戰之前旧日本帝國海軍的命名方式，因此其意義與其他國家的護衛艦完全不同。雖然日本海上自衛隊修改了日文中船艦等級的稱呼方式，但其對應的官方英譯仍然保持原本的「destroyer」之稱呼。另外在國際習慣上，通常也是將日本的護衛艦根據用途，分列入直昇機航空母艦、驅逐艦與巡防艦等類別中。

## 历史

### 帆船時期
在17世紀（西元1650年左右）的帆船時代，英國採用一種單桅縱帆船的小型船隻作為沿岸防衛與輔助大型船隻之用，當時英國人稱此種船隻為單桅戰船（Sloop-of-war）。而後法國人於1670年代學習到此種船隻的製造技術並在國內生產，並命名為護衛艦（Corvette），並於拿破崙戰爭中開始使用。之後英國皇家海軍也開始使用護衛艦一詞，以指比單桅戰船大，而比巡防艦小的戰船，而後護衛艦這個名詞開始被各國海軍接受並納入現役。17世紀時大部分的護衛艦大小只有12-18公尺、重40-70噸，並搭載4-8門火炮。
依據英國海軍於18世紀中葉開始使用的評級系統，一等艦到三等艦屬於风帆战列舰，火炮甲板有三層，海戰時火力強大到足以列於戰列線中齊射；巡防艦和護衛艦的火炮甲板都只有一層，36-50門炮的五等艦和28-32門炮的六等艦屬於巡防艦，而護衛艦則更小而不評級。
隨著時代進步，到19世紀的護衛艦已經進化到滿載噸位400-600噸的30公尺級軍艦，美國海軍於1855年服役的星座號護衛艦長54公尺，裝載24門大炮，海軍研究者認為她在實質能力上已經逼近巡防艦而不該稱為護衛艦。

### 蒸汽船時期

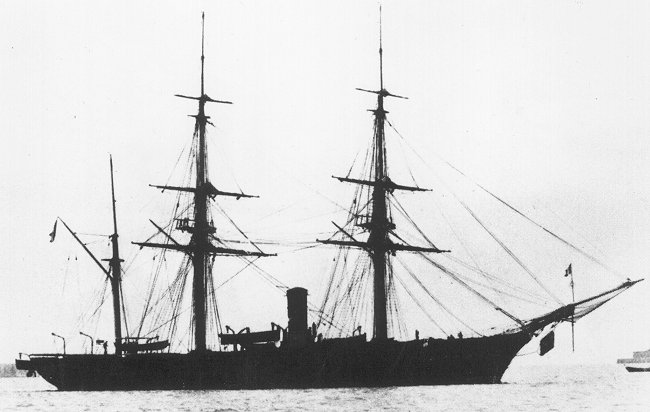
同時使用蒸汽機和風帆的法國杜布雷號護衛艦

蒸汽船比其風帆祖先更快、機動性更高。這個時期的護衛艦通常與砲艦一起在東亞和非洲的殖民地執勤。

### 第二次世界大戰
二戰爆發後，德國海軍再度使用破交戰意圖打擊英國的海上生命線，為了保障航行安全大英國協海上船艦開始組織護衛船團來降低潛艇威脅。面對急迫的航行安全與巡邏需要，英國海軍工程師William Reed以英國史密斯船塢公司（Smiths Dock Company）設計的一款單軸推進型捕鯨船作為基礎設計船型改造為武裝護衛艦，使用商船架構在設計除了節省成本外，還適合在非海軍的造船廠大規模量產。 
除了這款建造中的小型艦外，在二戰期間因戰備要求而量產的部落級驅逐艦也因數量加上噸位及武裝的定位曾考慮將其降級為護衛艦的標準，最後放棄這項提議，因此英國皇家海軍初期便以生產花級護衛艦作為海上運輸護衛之用，然而花級護衛艦太小故耐海性不佳，同時也缺乏對於U艇的偵搜能量，因此戰爭中期英國改生產放大的城堡級護衛艦，此種船型大多沿用至1950年代；除了英國，澳大利亞皇家海軍生產了60艘的巴瑟斯特級護衛艦（Bathurst class corvette）作為己用，不過其大多用於掃雷工作而非船團護衛。
至於美國，因為其資源充足因此除了在戰爭前期接收少量的花級護衛艦及河級巡防艦，之後便生產了噸位相近的護衛驅逐艦（destroyer escort、簡稱DE），故二戰中美軍並未生產任何以護衛艦作為代碼的軍艦。

## 現代護衛艦列表

### 戰後傳統護衛艦
亞洲
- 中国：
  - 037II型導彈護衛艇
  - 037型反潛護衛艇

- 马来西亚：
  - 卡斯图里级護衛舰（英语：Kasturi-class corvette）
  - 海军上将级護衛舰（英语：海军上将级護衛舰）

歐洲
- 丹麦：
  - 尼尔斯·朱尔级护卫舰（英语：Niels Juel-class corvette）

- 苏联：
  - 格里莎級護衛艦（英语：Grisha-class corvette）
  - 帕希姆級護衛艦（英语：Parchim-class corvette）
  - 納努契卡級護衛艦（英语：Nanuchka-class corvette）
  - 毒蜘蛛護衛艦（英语：Tarantul-class corvette）

美洲
- 巴西：
  - 伊哈乌马级护卫舰（英语：Inhaúma-class corvette）

### 匿蹤護衛艦
亞洲
- 中国：
  - 056A型护卫舰
  - 056型护卫舰

- 印度：
  - 格莫爾達級護衛艦

- 印度尼西亞：
  - 邦·托莫級巡防艦

- 以色列：
  - 薩爾6型护卫舰
  - 薩爾5型护卫舰

- 马来西亚：
  - 吉打級護衛艦

- 阿曼：
  - 夏米赫級護衛艦

- 巴基斯坦：
  - 雅馬哈級護衛艦

- 菲律賓
  - HDC-3100型巡防艦

- 中華民國：
  - 沱江級巡邏艦
  - 輕型巡防艦

歐洲
- 法國：
  - 追風級護衛艦
- 德国：
  - 布伦瑞克级护卫舰
- 荷蘭：
  - 西格玛级护卫舰（外銷設計）
- 挪威：
  - 盾牌级护卫舰
- 波蘭：
  - 白嘴鴉級護衛艦
- 俄羅斯：
  - 轟鳴級護衛艦
  - 守護級護衛艦
  - 暴徒级護衛艦
  - 紅帶蛛級護衛艦（英语：Karakurt-class corvette）
- 瑞典：
  - 偉士比级护卫舰

美洲
- 巴西：
  - 巴羅索級護衛艦（英语：Brazilian corvette Barroso (V34)）
- 墨西哥：
  - 改革者級護衛艦

非洲
- 阿尔及利亚：
  - 阿德哈弗級護衛艦